# Población Santa Olga
Población Santa Olga es un barrio de la comuna de Lo Espejo en la ciudad de Santiago de Chile. Está ubicada en el costado oeste de la Autopista Central en el sector de Avenida El Parrón con Avenida José Joaquín Prieto Vial, junto con el Cementerio Metropolitano.

## Historia
La población se emplaza en los antiguos terrenos del Fundo Lo Sierra. Hacia 1968 la Corporación de la Vivienda (CORVI) trazó los sitios donde se instalaron las primeras casas de pobladores provenientes de la vecina José María Caro, mientras que en 1972 se construyó un conjunto de edificios habitacionales (conocidos como "Blocks", enumerados desde el 1 al 42) pertenecientes a extrabajadores de los diarios La Nación, El Mercurio y de las Fuerzas Armadas.
El 16 de septiembre de 1973, cinco días después del golpe de Estado que derrocó al presidente Salvador Allende, los vecinos del sector encontraron unos cuerpos en la orilla de la vía férrea Santiago–Puerto Montt y en las afueras del cementerio. Uno de ellos fue reconocido como el del cantautor y director teatral Víctor Jara, quien había sido detenido y torturado en el Estadio Chile, mientras que otro correspondió a Littré Quiroga, director general del Servicio de Prisiones durante el gobierno de la Unidad Popular.
Al interior de la población también se encuentra la Villa Las Dunas, conformada por un conjunto de viviendas y departamentos sociales creada en 1993. Así como el Polideportivo Centro Deportivo Comunitario o "Centro Elige Vivir Sano" (CEVS) ubicado entre las intersecciones de las calles Guanajuato y México, que fue inaugurado el año 2019 y fue sede de los Juego Parapanamericanos de 2023 en la disciplina de la Boccia.
En 1990 la población fue escenario del rodaje de la película Caluga o menta de Gonzalo Justiniano. También se realizaron algunas escenas para la película Taxi para tres del director Orlando Lübbert, estrenada en 2001.
La mayoría de las calles poseen nombres de ciudades y estados mexicanos (México D.F., Michoacán, Jalisco, etc.), destacando la principal avenida que cruza toda la población: Adolfo López Mateos, que comienza de poniente a oriente en la intersección con la avenida Clotario Blest hasta la intersección con la avenida José Joaquín Prieto y en donde se ubica la feria libre los días miércoles y sábados entre las intersecciones de las calles Acapulco y Michoacán.

## Transporte
Micros de Colores
Durante las décadas de 1970 y 1980, la población contaba con los siguientes recorridos que tenían su terminal en el interior de ella:
- Renca Paradero 18
- Ovalle Negrete Línea 57
- Colón-El Llano 10-B

Como otros recorridos que circulaban pasajeramente por algunas de las calles de la población (Todas a la altura de la Avenida José Joaquín Prieto de norte a sur).
- Américo Vespucio variante 2
- Centro Pudahuel La Granja 101 (Que también recorría las calles Chihuahua (Actual Eduardo Frei Montalva) y Avenida La Feria (Actual Clotario Blest)
- Intercomunal 7-B
- Intercomunal Sur 25
- Intercomunal 16-B
- Lo Espejo 33

Micros Amarillas
La población contaba con los siguientes recorridos que tenían su terminal en el interior de ella, herederas del anterior sistema de locomoción colectiva:
- 142 Huamachuco - Santa Olga
- 121 Santa Olga - Hipódromo Chile
- 343 Apoquindo - Santa Olga

Como otros recorridos que circulaban pasajeramente por algunas de las calles de la población (Todas a la altura de la Avenida José Joaquín Prieto de norte a sur) y que duraron hasta el final de la época.
- 654 Cerro Navia-Los Paltos (Cerro Navia-Lo Espejo hasta 1998)
- 698 Puente Alto-Quinta Normal
- 708 Quinta Normal-Peñalolén

Otros recorridos que también circularon efímeramente por las calles de la población fueron:
- 627 El Bosque-Conchalí (hasta mediados de 1995 cuando el recorrido fue modificado)
- 656 El Montijo-La Bandera (hasta 2002 cuando el recorrido fue descontinuado)
- 701 Pudahuel-La Granja (hasta principios de 1995 cuando el recorrido fue descontinuado)

Red Metropolitana de Movilidad
La población cuenta con recorridos con terminal en el mismo sector que son las siguientes: 
- 214 Santa Olga-Los Libertadores
- H-13 Santa Olga-Posta Central.

Los recorridos de paso por la población son:
- 119 Lo Espejo-Mapocho
- I05 Rinconada-Metro Lo Ovalle
- 321 Lo Sierra-Metro Lo Ovalle
- 329 Mall Florida Center-Mall Plaza Oeste

Taxis colectivos
- 5027 Lo Espejo-Mapocho
- 5027n Lo Espejo-Alameda
- 5028 Santa Olga-Metro Lo Ovalle.

## Sitios de interés
Además del cementerio, la Población Santa Olga posee el Parque Violeta Parra, que tiene 2,8 hectáreas de áreas verdes. En el lugar también existen murales creados en homenaje a Víctor Jara. También destaca la presencia de una característica copa de agua de la empresa Aguas Andinas.